# スタックリッジ
スタックリッジ（Stackridge）は、イギリスのバンド。1970年代初期に成功を収めた。

## 来歴

### 古典期
1969年、英国のブリストル/バース地域で、アンディ・デイヴィスとジェームス‘Crun’ウォルターによってスタックリッジレモンが結成された。レモンという言葉はすぐにバンド名からはずされスタックリッジとなった。1970年2月6日にウォーダー街にあるザ・テンプルで初めてロンドン・ギグを敢行。 スタックリッジは、1970年9月19日・20日に行われた初のグラストンベリー・フェスティバルでオープニングとクロージングのライブを担当した。1970年の間、ブリストルのクリフトン「32・ウエストモール」にあるコミュニティ・フラットをバンドの本拠地としてシェアした。後に、デイヴィスとウォーレンはデビュー・アルバムに収められた曲のタイトルとしてその住所を使用した。
1971年、ライブで演奏を重ねたが、ウォルターが煉瓦積みの職に就き脱退。 グループ（デイヴィス、ウォーレン、ベント、エヴァンス、スレイター）は、ウィッシュボーン・アッシュの英国ツアーをサポートした。その年の内に彼らはMCAレコードとサインを交わし、デ・レーン・リー・スタジオ（ロンドン）で最初のアルバム『スタックリッジ』をレコーディングした。彼らはルネッサンスをサポートに迎えての英国ツアーを行い、BBCのために初の「ジョン・ピール・セッション」を行った（ビートルズの「ノルウェーの森」のカバーを含む）。
再びウィッシュボーン・アッシュと組んだり、フォーエヴァー・モア（アヴェレイジ・ホワイト・バンドの前身）と組んだりしながら、グループは1年間ツアーを継続。2枚目のアルバム『友情』は1972年8月に短期間でレコーディングされ、11月にはリリースされた。そこにはスタックリッジ結成頃に世に出た何曲かの歌が含まれている。この時までにウォルターが再加入し、ラインナップはデイヴィス、ウォーレン、スレイター、エヴァンス、ウォルター、ベントとなった。
1973年2月、BBC2の番組「オールド・グレイ・ホイッスル・テスト」にてテレビ初出演をした。それから、キャメルのサポートで、2月と3月にツアーを行った。3枚目のアルバム『山高帽の男』は、1973年の間にロンドンのAIRスタジオで、プロデューサーのジョージ・マーティンと共にレコーディングされた。アルバムは批評家の賞賛を受けながら1974年2月に発売されたが、大きなヒットには恵まれなかった。しかし、本作が英国で23位に達する、彼らの最も高いチャート・アクションを見せたアルバムだった。このアルバムの異なるヴァージョンが『Pinafore Days』のタイトルで米国リリースされ、唯一、米国チャートで191位に入る作品となっている。しかしながら米国ツアーは実現しなかった。ほとんどアルバム制作が終わるや否や、アンディ・デイヴィスのコントロールの元で大幅なメンバー・チェンジがなされ、ポール・カラス（ベース、元レア・バード）、キース・ジェメル（サックス等、元オーディエンス）、ロイ・モーガン（ドラムス）らが加入。アルバムに伴うツアーを行ったグループは、レコードとまったく異なるように聞こえた。
エルトン・ジョンのレーベル、ロケット・レコードから出た4枚目のアルバム『エクストラヴァガンザ』はトニー・アシュトンのプロデュースの元、再びAIRスタジオでレコーディングされた。作詞作曲にも関わっていくロッド・ボウケットが加入。メンバー構成はデイヴィス、ウォーレン、ボウケット、ジェメル、カラスに、復帰したスレイター、エヴァンスとウォルターという布陣になった。外部の人間（ゴードン・ハスケルら）の書いた楽曲をカバーするなどし、より一般的な作品となった。 ツアーを重ね、エルトン・ジョン、ビーチボーイズらとのウェンブリー・スタジアムでのコンサートに出演するなどし、1975年に5枚目のアルバムのレコーディングに着手。それがコンセプトアルバム『ミスター・ミック』だった。スティーヴ・オウガードなる人物による物語／詩に基づいて、ランポート・スタジオ（パットニー）で収録。デイヴィス、スレイター、ウォルター、ジェメルに加え、キーボード演奏に元グリーンスレイドのデイヴ・ローソン、ドラムにピーター・ヴァン・フックという修正されたラインナップによってレコーディングされた。
ロケット・レコードは『ミスター・ミック』に対してかなりの編集を行い、ビートルズのカバー曲「ホールド・ミー・タイト」を収録させた。アルバムはいくつかの良いプレス評を受けたが、ステージがあまりに小さいという理由で、何回かのショーは中止となった。バンドが崩壊した直後、1976年4月に最後のライブを行った。MCAレコードは1976年末に『Do the Stanley』という編集盤をリリース。それは最初の3枚のアルバムからの曲と、シングル曲、そして未発表曲「Let There Be Lids」（ライブ音源）を含んでいた。
スタックリッジは、1977年に解散を公式発表した。ジェームス・ウォーレンとアンディ・デイヴィスは、数年後にコーギスを結成し、1980年代初期、わずかながら商業的成功を手にした。

### リバイバル期
1992年7月、Windsongよりリリースされたアルバム『ライヴ・イン・コンサート』は、聴衆からバンドへの新たな興味を喚起した。ジョン・シェリー、ロイ・モーガンとロッド・リントンは再結成ツアーを提案したが実現しなかった。アルバムは、1996年にストレンジフルーツによって再発された。
1996年の間に、再結成が可能かオリジナル・メンバーの間で相談され、レコーディングが始まった。 翌1997年、『The Radio 1 Sessions』がストレンジフルーツから発売された。
1999年6月、カムバックツアーが英国内で行われ、その間にアルバム『サムシング・フォー・ザ・ウィークエンド』が発売となった。ラインナップは、ウォーレン、ウォルター、エヴァンスの旧メンバーに、リチャード・スタッビングス、ジョン・ミラー、ティム・ロビンソン。このアルバムは「Something about the Beatles」という曲をフィーチャーしている。2001年には、スタックリッジ独自のレーベル・DAPレコードから『ピック・オヴ・ザ・クロップ』『ジ・オリジナル・ミスター・ミック』がリリースされた。マイクとジェニー・エヴァンスは、ホームページを準備するなどし、バンドを再び市場に戻す役割を果たした。また、たまに特別ゲストとしてマイク‘Mutter’スレイターが加わっていた。そんな中、デイヴィス復帰が実現し、エヴァンスにウォーレン、ウォルター、スレイターとのオリジナル再結成が試みられるという、バンド内の更なる混乱が起こった。
2005年、エンジェル・エアー・レコードからアルバム『セックス・アンド・フラッグス』をリリース。『サムシング・フォー・ザ・ウィークエンド』からのナンバーと、ファン限定盤として出された『Lemon 2002』の全曲、そしてアンディ・デイヴィスのデモ音源からまとめられた編集盤となっている。1973年以来、久しぶりに当時のコア・メンバーが共演した楽曲を収録している。
2007年春のツアーは、このラインナップを呼び物にして行われた。2007年4月1日、ロンド劇場（バース）での公演はDVDのために撮影され、『フォービドゥン・シティ』（CD版も発売）のタイトルでリリースされた。 バンドは2008年の間もパフォーマンスを続けた。
スタックリッジは2005年よりエンジェル・エアー・レコードからのアルバム全作再リリースにサインした。 すべてのCDに広範囲にわたる解説、記憶に残る写真、いくつかのCDにボーナス・トラックを収めている。『ミスター・ミック（完全版）』と『フォービドゥン・シティ』は2枚組のCDセットとなった。
2008年、日曜午後のアコースティック・ステージにて、彼らはグラストンベリー・フェスティバルに帰ってきた。また、「2008 Rhythm Festival in Bedford」と「Fairport's Cropredy Convention」にも出演した。

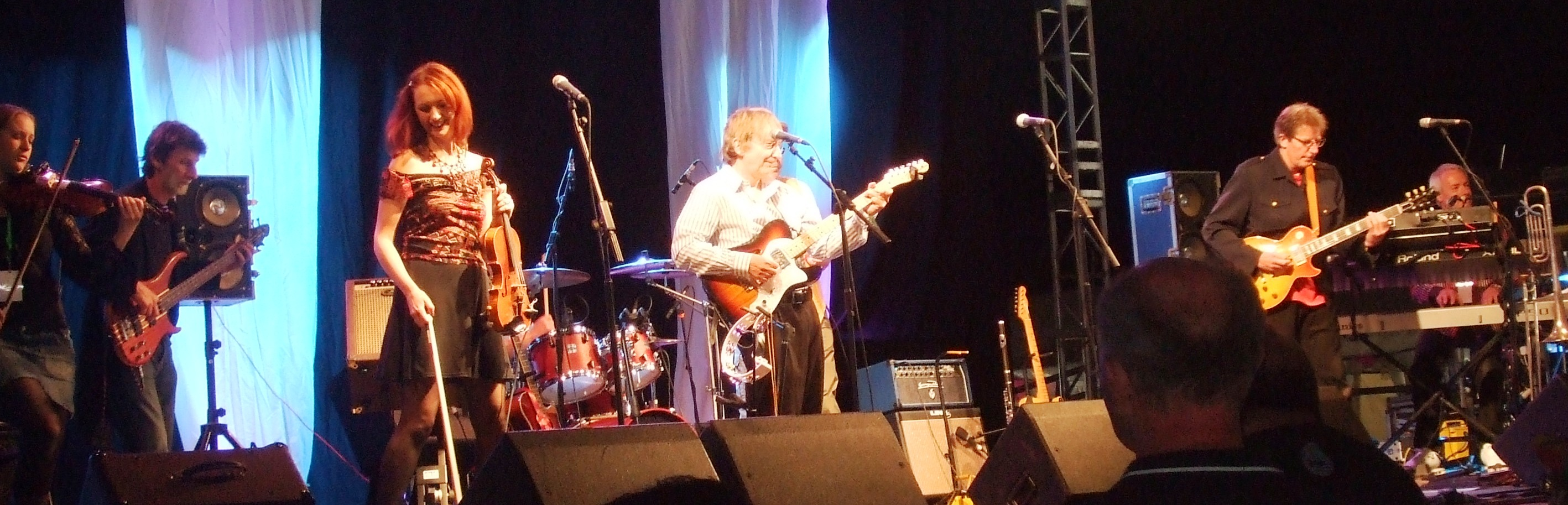
グラストンベリー・フェスティバルのアコースティック・ステージでの演奏風景（2008年）

アルバム『A Victory for Common Sense』（コーギスの「Boots and Shoes」の再録音を含む）が、ヘリウム・レコードから2009年7月13日にリリースされた。
2010年6月、スレイターのスタックリッジ脱退を発表。常勤の仕事があるため、週末以外のライブ参加を必ずしも受け入れることができなくなったのが理由と発表された。「残りのメンバーは彼の脱退をとても悲しんでいますが、少なくとも年末までは7人編成で存続します。秋冬の公演を控え、リハーサルは新しい方向を見据えて次の2ヵ月間で行います」と発表した。
2011年3月14日に、バンドは「The Last Plimsoll」を、TV番組「The Late Late Show with Craig Ferguson」で生演奏した。
2014年4月に、スコッツマン紙のコラムニスト、ユアン・マッコルムは、英国労働党のリーダー、エド・ミリバンドから「ビートルズよりスタックリッジを聴いてきた」という言質を取った。
2014年後半、スタックリッジはツアーを休止。2015年前半には、コーギスとして英国ツアーに出た。この頃、「The Final Bow」というスタックリッジとして最後のツアーを2015年秋に行うと発表した。彼らはツイッターでコメントした「私たちは秋のツアーが最後のライブになると決めました。称賛以外の悲しみに満ちたイベントであって欲しくありません」。
2015年10月、初来日公演を行った。

## 音楽スタイル
経歴を通じて、スタックリッジはフォークやパワー・ポップ、そしてサイケデリック・ロックの要素を咀嚼して加えながら主にプログレッシブ・ロックを標榜してきた。彼らは、ブリットポップの先駆者と言われたこともある。

## メンバー

### 解散時のメンバー
- アンディ・クレズウェル・デイヴィス（Andy Cresswell-Davis） - リード・ギター、キーボード、ウクレレ、ボーカル (1969年-1976年、2002年、2007年-2015年)
- ジェームス・ウォーレン（James Warren） - ギター、ベース、ボーカル (1969年-1973年、1999年-2002年、2007年-2015年)

ツアー・メンバー
- グレン・トミー（Glenn Tommey） - キーボード、トロンボーン、ボーカル、フルート、ウクレレ (2007年-2015年)
- エディ・ジョン（Eddie John） - ドラム、ウクレレ (2007年、2008年-2015年)
- クレア・リンドレイ（Clare Lindley） - ヴァイオリン、ギター、ウクレレ、ボーカル (2009年-2015年)

## ディスコグラフィ

### スタジオ・アルバム
- 『スタックリッジ』 - Stackridge (1971年)
- 『友情』 - Friendliness (1972年) ※旧邦題『フレンドリネス』
- 『山高帽の男』 - The Man in the Bowler Hat (1974年)
- 『エクストラヴァガンザ（幻想狂詩曲）』 - Extravaganza (1975年)
- 『ミスター・ミック』 - Mr. Mick (1976年)
- 『サムシング・フォー・ザ・ウィークエンド』 - Something for the Weekend (1999年)
- 『ジ・オリジナル・ミスター・ミック』 - The Original Mr. Mick (2001年)
- A Victory for Common Sense (2009年)

### ライブ・アルバム
- 『ライヴ・イン・コンサート』 - BBC Radio 1 Live In Concert (1992年)
- The Radio 1 Sessions (1996年)
- 『ピック・オヴ・ザ・クロップ』 - Pick of the Crop : Official Bootleg No. 1 (2000年)
- 『フォービドゥン・シティ』 - The Forbidden City (2008年)
- 『ファイナル・バウ ブリストル2015』 - The Final Bow, Bristol 2015 (2017年)

### コンピレーション・アルバム
- Do the Stanley (1976年)
- 『インプレッシヴ・ デイズ』 - Stackridge (1982年) ※日本編集盤
- More (4 alternative 'Something for the Weekend' mixes) (1998年) ※ファンクラブ限定盤
- CD-Romp: The Official Stackridge Bootleg No. 2 (2001年)
- Lemon 2002 (2002年) ※ファンクラブ限定盤
- 『セックス・アンド・フラッグス』 - Sex and Flags (2005年)
- 『ベスト・オブ・スタックリッジ』 - Purple Spaceships Over Yatton: The Best Of (2006年)
- Anyone For Tennis (2008年) ※『ベスト・オブ・スタックリッジ』と『フォービドゥン・シティ』DVDのセット
- Preserved Best of - Volume Two (2012年)

### DVD
- 『フォービドゥン・シティ』 - The Forbidden City (2007年)
- 4x4 (2009年)